# Gazi (Kreta)
Gazi (griechisch Γάζι [ˈɣazi] (n. sg.)) ist eine griechische Stadt und Verwaltungssitz der Gemeinde Malevizi im Norden der Insel Kreta. Gazi hat 14.640 Einwohner, davon leben 12.606 in der Kernstadt (2011).

## Lage
Die Stadt liegt westlich der kretischen Hauptstadt Iraklio, etwa 6 km vom Hafen entfernt. Zur Autobahn A 90 sind es nach Süden 1 km, zum Meer nach Norden bei Skafidaras und Agios Panteleimon circa 2 km.

## Wirtschaft und Infrastruktur
Haupterwerbszweig der Bewohner ist die Landwirtschaft, hier vor allem Wein und Oliven. Produziert werden Öl und Rosinen. Im Ort gibt es eine Grundschule, ein Gymnasium und ein Medizinisches Zentrum.